# Renedo de Bricia
Renedo de Bricia es una localidad del municipio de Valderredible (Cantabria, España).  Está localizada a 995 m s. n. m., y dista 32 km de la capital municipal, Polientes. En el año 2024 contaba con una población de 6 habitantes (INE).
Curiosamente y junto con la localidad de Espinosa de Bricia, a pesar de que en su nombre se hace referencia a Bricia, esta localidad se encuentra en Cantabria y no en la provincia de Burgos a la que pertenece el municipio de Alfoz de Bricia.

## Paisaje y naturaleza
El casco urbano de Renedo de Bricia se sitúa en borde mismo del páramo de Valdebezana que es la entidad geológica que, junto a La Lora, delimita la frontera con la provincia de Burgos. Hacia la parte oriental del pueblo, entre las alturas de Carrales y el alto de la Muela,  se extiende una planicie ocupada por tierras de patatas que en este punto son de gran calidad, debido en parte a un tipo de suelo distinto al del resto de Valderredible. Hacia poniente, se divisa una bella panorámica de la zona alta del valle, en especial del entorno de Rucandio con sus extensas manchas de robledales inmediatas a las espesuras de Monte Hijedo.
- Datos: Q5943922